# 帕鲁斯纳亚河
帕鲁斯纳亚河（俄语：Река Парусная）或小田洲川（日语：／）是萨哈林州托马里区的河流，源起寒冷山的密林中，长26公里，流域面积103平方公里，由东向西注入鞑靼海峡。

## 引用
1. ↑  上床国夫. . 石油技術協會.   [2024-01-03]. （原始内容存档于2019-05-07）.
2. ↑   (PDF). 国立公文书馆.   [2024-01-03]. （原始内容存档 (PDF)于2023-11-03）.
3. ↑  М·Г·瓦西科夫斯基. . 列宁格勒: 气象出版社. 1973 （俄语）.
4. ↑  . 国家水登记处.   [2024-01-03]. （原始内容存档于2024-01-03） （俄语）.